# Festival du film espagnol Cinespaña de Toulouse 2020
Le Festival du film espagnol Cinespaña de Toulouse 2020, 25e édition du festival, s'est déroulé du 2 au 11 octobre 2020.

## Jury longs-métrages de fiction
- Stéphane Batut, réalisateur (président du jury)
- Pamela Varela, réalisatrice
- Miquel Escudero Diéguez, journaliste
- Astrid Adverbe, comédienne
- Laurence Farenc, productrice

## Sélection

### En compétition

#### Fictions
- Amigo de Oscar Martín
- El arte de frío de Ander Duque
- El crack cero de José Luis Garci
- La hija de un ladrón de Belén Funes
- La innocència de Lucía Alemany
- Longa noite de Eloy Enciso
- Lúa vermella de Lois Patiño
- Una vez más de Guillermo Rojas

### Films d'ouverture
- Josep de Aurel
- Si me borrara el tiempo lo que yo canto de David Trueba

### Film de clôture
- El Olvido que Seremos de Fernando Trueba

### Le Nouveau Cinéma Basque
- 80 Jours (80 Egunean) de Jon Garaño et Jose Mari Goenaga
- Loreak de Jon Garaño et Jose Mari Goenaga
- Handia de Jon Garaño et Aitor Arregi
- Une vie secrète (La trinchera infinita) de Jon Garaño, Aitor Arregi et Jose Mari Goenaga
- Amama de Asier Altuna
- Negociador de Borja Cobeaga
- Converso de David Arratibel
- La casa Emak Bakia de Oskar Alegri
- Mudar la piel de Cristóbal Fernández et Ana Schulz

## Palmarès
- Violette d'or : Lua Vermella de Lois Patiño
- Prix de la meilleure réalisation : Lucía Alemany pour La Inocencia
- Prix de la meilleure interprétation féminine : Carmen Arrufat pour La Inocencia
- Prix de la meilleure interprétation masculine : Felipe Almendros pour El arte de frío
- Prix du meilleur scénario : Belén Funes et Marcal Cebrián pour La Hija de un Ladrón
- Prix du meilleur design sonore : Juan Carlos Blancas, Miguel Martins et António Porém Pires pour Longa Noite
- Prix de la meilleure photographie : Lois Patiño pour Lúa Vermella
- Prix du meilleur nouveau cinéaste : Óscar Martín pour Amigo
- Prix du meilleur documentaire : El Año del Descubrimiento de Luis López Carrasco
- Prix du public : El Crack Cero de José Luis Garci
- Prix CinespañaLab : Projet Muyeres de Marta Lallana